# Кршивоклат
Кршивоклат (чеш. Křivoklát), называвшийся немцами Пюрглиц (нем. Pürglitz) — один из старейших и известнейших средневековых замков князей и королей Чехии. Замок расположен на территории одноимённого местечка в районе Раковник Среднечешского края. Национальный памятник культуры Чешской Республики с 1989 года, один из пяти самых посещаемых туристами замков Среднечешского края.

## История замка

### Возведение замка Пршемысловичами
Обширный густой лес к западу от Праги, раскинувшийся в бассейне реки Бероунки на территории современных районов Раковник и Бероун, издревле был любимым местом охоты и времяпрепровождения чешских правителей из рода Пршемысловичей, поэтому ещё со времён раннего Средневековья здесь стали возводиться их резиденции, такие как дворец в Збечно и укреплённые городища в Тетине и Кршивоклате. О последнем впервые упоминает чешский хронист Козьма Пражский в связи с изложением событий 1110 года, отметивший, что Кршивоклат был перестроен в укреплённейший замок (castrum firmissimum). Многолетние археологические исследования вблизи нынешнего замка показали, что упомянутое городище, служившее частью первоначальной пршемысловской оборонительной системы, находилось в ином месте, которое не обнаружено до сих пор.
Королевский замок Кршивоклат на нынешнем месте был заложен в конце правления короля Пршемысла Отакара I или в самом начале правления короля Вацлава I, то есть около 1230 года. Для его строительства был выбран большой мыс, образующий в плане неправильный треугольник, обтекаемый Раковницким ручьём. Возведение замка продолжалось до 80-х годов XIII века и в его первоначальном облике присутствовало ещё много элементов романской архитектуры. На первом этапе строительства были возведены окружающие замок крепостные стены, донжон — мощная округлая обитаемая башня с тремя сводчатыми лестницами внутри стен, доминирующая над окрестностями, и четырёхгранная башня у ворот в юго-западном углу замка. Внутренняя поперечная стена делила замковый комплекс на две части — меньший Верхний и больший по размеру Нижний замок или двор. В Верхнем замке к этой стене был пристроен прямоугольный королевский дворец зального типа, от которого до нашего времени сохранились романские оконца в нижнем этаже. У западной стены Нижнего замка вероятно располагался дворец бургграфа. Кршивоклат стал частью пршемысловской административно-фортификационной системы нового типа, состоящей из возвышающихся над окрестностями каменных замков. При короле Пршемысле Отакаре II (1253—1278) Кршивоклат приобрёл значение важнейшего королевского замка в долине реки Бероунки.
Во время второго этапа строительства, проходившего при Пршемысле Отакаре II, в замке возводились в основном необходимые жилые и хозяйственные постройки. При строительстве новых крыльев королевского дворца сквозь его первоначальное здание был проделан сводчатый проход с двумя полями крестовых сводов. Южное крыло дворца было возведено с плоскими потолками в нижнем этаже и совершенно одинаковыми романскими окошками. Нижний двор был разделён поперечными стенками на несколько частей. В северо-западном дворе находился колодец и производственные постройки, включая землянки, а к западной стене было пристроено большое кирпичное здание. В центральной части Нижнего замка было начато строительство западного крыла второго дворцового комплекса, в южной части вероятно тогда же было возведено двухзальное строение.
На третьем этапе в правление короля Вацлава II возведение раннеготического замкового комплекса было окончено. В Верхнем замке, разделённом поперечной стеной на большую по размеру нижнюю дворцовую часть и меньший по размеру дворик около башни, возникло северное крыло. Дворцовый двор со всех четырёх сторон был окружён изящной сводчатой галереей аркад, целый этаж западного дворца был превращён в огромный актовый зал, ставший одним из величайших светских залов своего времени. Потолок зала был разделён на четыре поля шестисоставных сводов, а в западной стене зала было сделано восемь стрельчатых окон. В восточной части южного крыла дворца была возведена полигональная Капелла Венчания Девы Марии. Достроен был также второй дворцовый комплекс, располагавшийся в нижней части замка. Он состоял из двух параллельных дворцовых крыльев, между которыми находился узкий двор, который с южной стороны ограничивался двухарочной аркадой с проездом. Западное крыло очевидно включало в себя просторный, вероятно, также шестисоставными сводами увенчанный зал. В северо-западном дворе Нижнего замка была возведена четырёхгранная башня.

### Реконструкция замка в XIV веке
Великолепие величественного пршемысловского Кршивоклата было уничтожено мощнейшим пожаром в первом десятилетии XIV века, который мог быть следствием захвата замка в 1307 году влиятельным чешским паном Вилемом Зайицем из Вальдека в период борьбы за чешский престол после пресечения династии Пршемысловичей. Вероятно, новый владелец не смог поддерживать и эксплуатировать замковый комплекс должным образом, что и привело к пожару. После смерти Вилема замок вернулся под власть чешской короны.
Несколько раз в замке находился принц Вацлав, сын Яна Люксембургского и Элишки Пршемысловны, в дальнейшем ставший императором под именем Карла IV. Вацлаву было всего четыре месяца, когда в смутное время Элишка привезла его в замок Кршивоклат под защиту пана Вилема Зайица из Вальдека. После нескольких недель в Кршивоклате Вацлав в сентябре 1316 года был возвращён матери. В 1320 году Вацлав был вновь помещён в Кршивоклат, на этот раз уже в качестве пленника своего отца, который заподозрил его мать в заговоре с целью захвата власти. После победы при Мюльдорфе 28 сентября 1322 года король Ян заключил в Кршивоклат ещё одного пленника — австрийского герцога Генриха Кроткого, брата антикороля Германии Фридриха III Габсбургского, и держал его в замке около года. 4 апреля 1323 года король отправил Вацлава из Кршивоклата ко французскому королевскому двору. С тех пор будущий император на всю жизнь сохранил о Кршивоклате мрачные воспоминания. Несмотря на это, вернувшись из Франции, Вацлав (принявший во Франции имя Карл) выкупил Кршивоклат из залога и поселился в нём со своей беременной женой Бланкой Валуа. 25 мая 1335 года здесь родилась его первая дочь Маркета. По преданию, после рождения дочери Карл приказал изловить соловьёв со всех окрестностей Кршивоклата, чтобы они пели под окном Бланки в первые недели после родов. Став королём Чехии, Карл запретил вырубку деревьев в лесах вокруг Кршивоклата под страхом отрубания руки. В проекте своего кодекса земского права, в дальнейшем получившего известность под названием Codex Carolinus (чеш. Majestas Carolina), он отнёс Кршивоклат к категории королевских замков, не подлежащих отчуждению из королевского владения.
После смерти Карла его сын и наследник Вацлав IV сделал Кршивоклат своим главным приютом, в котором частенько любил укрываться от тяжести государственных дел, страстно предаваясь охоте и устраивая длительные попойки (к примеру, за этими занятиями Вацлав провёл на Кршивоклате весь 1385 год). Здесь же Вацлав провёл часть медового месяца со своей второй супругой Софией Баварской. Стремясь сохранить здесь ареал уединённости, новый король в 1383 году приказал сжечь все красивейшие дома рядом с замком, чтобы в них не смог остановиться никто из незваных влиятельных гостей. В 1388 году Вацлав тяжело занемог в Кршивоклате и приготовился к смерти, приняв соборование, однако прибывшему из Праги лекарю удалось вернуть его к жизни. В последних десятилетиях XIV века Вацлав вынужден был произвести реконструкцию замкового комплекса, в ходе которой площадь замка была значительно расширена. В верхней части Нижнего замка был сделан новый вход, осуществлявшийся через возведённую для этой цели четырёхгранную Проездную башню. Замковый комплекс был обнесён новой двойной («парканной») стеной, повысившей его обороноспособность. В северо-западной части был возведён небольшой дворец с жилой четырёхгранной башней. К нему примыкал небольшой двор, оканчивавшийся новыми замковыми воротами, через которые осуществлялся второй вход в замковый ареал. В Верхнем замке значительной перестройке подверглось его северное крыло, а у западной крепостной стены нижнего двора была возведена просторная и изящная резиденция бургграфа, которая в XVII веке была переоборудована в амбар и до сих пор является наиболее хорошо сохранившимся зданием времён вацлавской перестройки. Помимо прочего, в ходе реконструкции замок был снабжён керамическим водопроводом.
После окончания реконструкции Кршивоклад вновь занял место в ряду великолепнейших и выдающихся замков Чешского королевства, что однако опять продолжалось недолго: 18 марта 1422 года замок вновь выгорел в результате мощного пожара. Последовавшие затем четыре попеременные осады и захвата замка воевавшими между собой гуситскими и католическими войсками нанесли замковому комплексу небывалые урон и разрушение. После этого замок долгое время оставался в таком виде, в период правления короля Йиржи из Подебрад, по видимому, ремонтировались только внешние укрепления замка.

### Владиславская реконструкция замка
По настоящему масштабная реконструкция обветшавшего замка Кршивоклат, превратившая его в великолепную жемчужину среди чешских замков, была проведена только при короле Владиславе II Ягеллонском. Работы по перестройке замка в представительную королевскую резиденцию были начаты в 70-х годах XV века под руководством Ганса Шписа, затем были продолжены другими королевскими мастерами, предавшими Кршивоклату архитектурный облик поздней (владиславской) готики. Верхний замок был полностью перестроен, его старые аркады и разделявшие двор поперечные стены были снесены, а все три крыла дворца были кардинально переделаны. Величественный королевский зал, сохранившийся до наших дней, получил новый богато расписанный свод. На эркере над воротами в Верхний замок был помещён рельеф с изображением бюстов короля Владислава и его сына Людвика. Полностью перестроена была Гансом Шписом и замковая капелла, дошедшая до наших времён в хорошем состоянии, сохранившийся алтарь которой датируется около 1490 годом. Также заново было выстроено северное крыло дворца, называвшееся «Крылом королевы», строительством которого занимался мастер, обучавшийся в Саксонии. В нижнем дворе здание бургграфства, возведённое при Йиржи из Подебрад, было снесено, а взамен у южной крепостной стены был построен новый двухкорпусный гетманский дом. Между ним и Проездной башней были выстроены сооружения замковой пивоварни. Вместо старой угловой башни в нижнем дворе была возведена башня Гудерка, хорошо сохранившаяся до нашего времени. Вместе с тем весь замок был обеспечен новыми артиллерийскими укреплениями, а главный вес обороны был перенесён на парканные крепостные стены с крытыми стрелковыми галереями и эркеровыми башенками, оборудованные новейшими для того времени оборонными элементами. Помимо классических полукруглых крепостных и батарейных башен, стены также были оснащены больверками; кроме того, была возведена небывалая по своей мощи Золотая башня с округлой передней частью и плечами. После реконструкции фортификационные сооружения замка во многом отвечали уже архитектурно-оборонительным представлениям наступающего Нового времени. Владиславская реконструкция превратила Кршивоклат в одну из великолепнейших королевских резиденций Центральной Европы XV века в стиле чешской высокой готики, получившей название «владиславской».
Сам король Владислав со своим двором однако приезжал в Кршивоклат довольно редко: в 1473 году он укрывался здесь от свирепствовавшей в столице эпидемии чумы, после чего посещал замок лишь в 1478 и 1489 годах. После переезда в Буду в 1490 году король посетил Кршивоклат, вероятно, ещё только один раз — в 1509 году он прибыл в замок, но через неделю из-за разыгравшегося ревматизма уехал в Прагу. После подавления восстания кутногорских горняков в 1496 году трое зачинщиков восстания были доставлены в Кршивоклат. Двое из них были тайно казнены в замке, третьему — Виту Крхнаву — удалось бежать.

### Замок в XVI—XVII веках

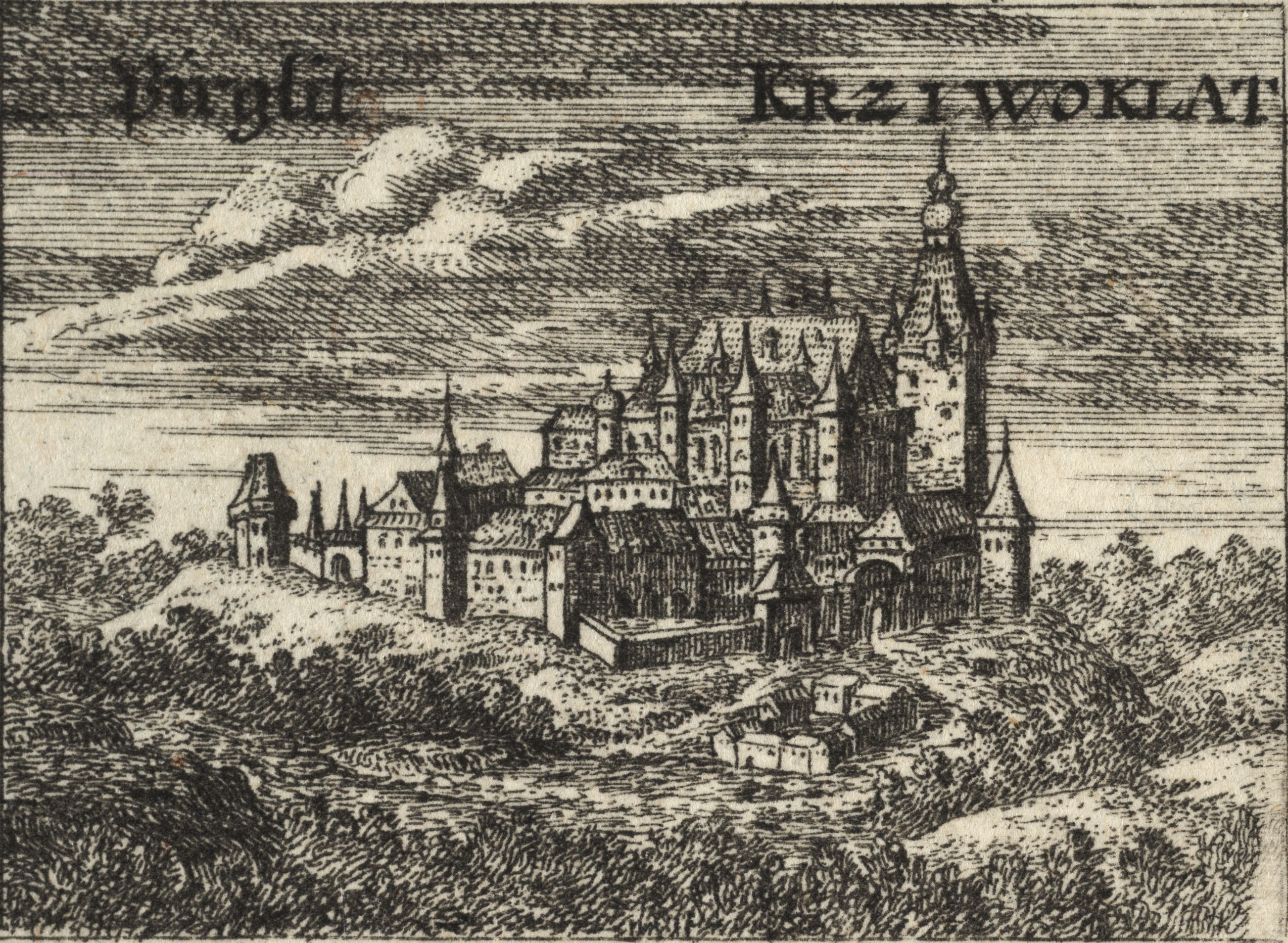
Кршивоклат в XVII веке. Вацлав Холлар

В XVI веке Кршивоклат потерял значение королевской резиденции, хотя по прежнему оставался в собственности чешской короны. Замок использовался теперь то в качестве прибежища для неудобных персон, то в качестве тюрьмы для особо важных узников. В 1548 году, после суровых пыток в Праге, в темницах замка были заточены один из предполагаемых зачинщиков первого чешского антигабсбургского восстания сословий епископ общины чешских братьев Ян Августа и его помощник Ян Билек. Камеры этих узников находились в нижнем этаже южного крыла Верхнего замка, в камере Августы сейчас экспонируется охотничья повозка императора Карла VI, в камере Билека — часть выставки орудий пыток. Августа провёл в заключении долгих 16 лет, Билек же был освобождён через 13 лет, но продолжил жить в Кршивоклате до освобождения епископа. В конце 50-х годов XVI века Кршивоклат стал местом пребывания другой небезынтересной персоны — прекрасной Филиппины Вельзер, морганатической супруги эрцгерцога Фердинанда Тирольского, с которой он тайно обвенчался январской ночью 1557 года в Бржезнице. Филиппина прожила в Кршивоклате шесть лет и родила здесь своему мужу троих детей. Поскольку брак оставался тайным, Филиппине приходилось скрывать свои беременности, а рождённых младенцев она вынуждена была незаметно выносить из замка и оставлять у крепостных ворот как подкидышей, после чего открыто принимать их на своё содержание и воспитание как приёмных детей. Филиппина проявляла сострадание к заключённым в замке Августе и Билек, благодаря её заступничеству, им было позволено вместе отпраздновать Пасху 1561 года. Это стало их первой встречей за предыдущие восемь лет. Брак эрцгерцога и Филиппины Вельзер был официально признан императором только в 1576 году, в настоящее время Филиппине посвящена часть экспозиции замкового музея.
В конце XVI века в замке Кршивоклат два с половиной года провёл англичанин Эдвард Келли, бывший придворным алхимиком императора Рудольфа II. У императора возникли подозрения, что Келли удалось получить философский камень, но алхимик решил скрыть его формулу от Рудольфа. Воспользовавшись как предлогом тем, что Келли в 1591 году убил на дуэли, которые были запрещены законом, некоего Йиржи Гунклера, император приказал арестовать алхимика и заточить в Кршивоклат в башню Гудерка. Келли было поставлено условие, что он будет освобождён только в обмен на формулу философского камня. Всё время, проведённое в замке, Келли продолжал работать над заветной формулой, однако ничего не смог предложить императору за свою свободу и был подвергнут пыткам. Позднее Эдвард Келли был переведён в замок Гневин.
Конец XVI века ознаменовался для замка Кршивоклат новым пожаром, который несколько повредил его изящный позднеготический облик. В результате ремонтных работ часть замка у Проездной башни приобрела ренессансный вид, однако основная часть замка сохранила свой «владиславский» внешний вид до периода Тридцатилетней войны. Настоящим бедствием для замка стал разрушительный пожар 1643 года, после которого начался постепенный упадок Кршивоклата. В 1655 году пустующий замок был отдан в залог княжескому роду Шварценбергов, а в 1685 году продан рейхсграфскому роду Вальдштейнов.
|  |  |                                       |  |                                    |  |                                              |
|  |  | Кршивоклат в 1860 году. Вилем Кандлер |  | Кршивоклат в 1876 году. Гуго Уллик |  | Кршивоклат в конце XIX века. Йосеф Матхаусер |

### Во владении князей Фюрстенбергов

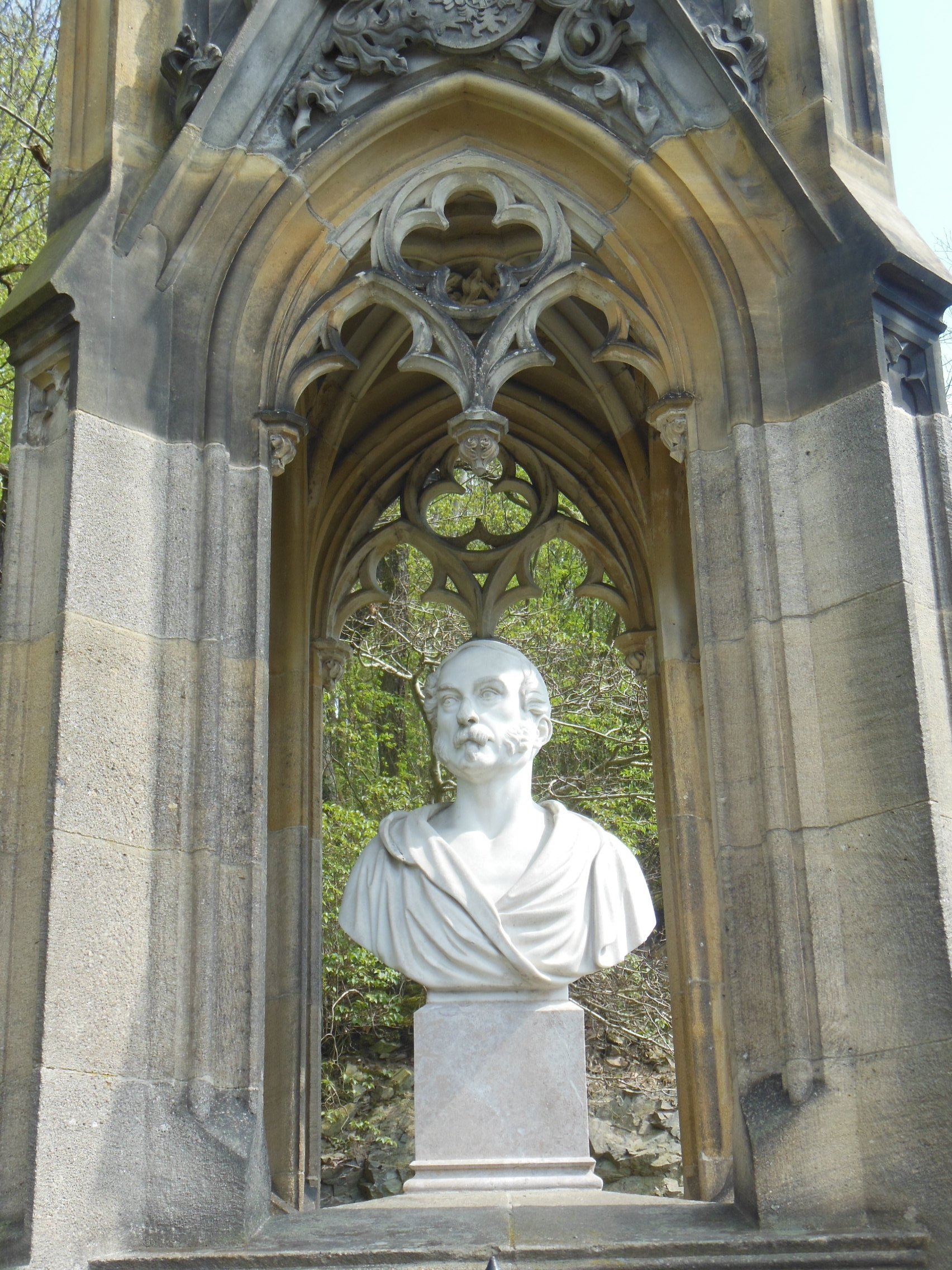
Памятник князю Карлу Эгону II цу Фюрстенбергу в Кршивоклате

В 1733 году, благодаря браку Йозефа Вильгельма цу Фюрстенберга с Марией Анной из Вальдштейна, замок Кршивоклат унаследовал княжеский род Фюрстенбергов. В тот период порядком обветшавший замок использовался лишь в хозяйственных целях, а большую часть его площади занимали строения преуспевающей замковой пивоварни. При новых владельцах для Кршивоклата начался период архитектурного восстановления и экономического подъёма, замок стал административным центром обширного панства, в котором успешно развивались лесное хозяйство, полеводство и промышленное производство. Кроме того, в замке была устроена резиденция особой — «кршивоклатской» — ветви рода Фюрстенбергов. Один из представителей этой ветви, князь Карл Эгон I цу Фюрстенберг (ум. 1787), обладал прогрессивными гуманистическими взглядами, которыми руководствовался при управлении Кршивоклатским панством. Он содержал в своём панстве четыре школы и помогал финансами ещё одиннадцати, а в 1779 году отменил на одном из хозяйственных дворов недалеко от Кршивоклата барщину — за почти 70 лет до того, как это было сделано во всём Чешском королевстве. При Карле Эгоне I рядом с замком, в долине ручья Лида, был найден величайший кельтский клад золотых изделий, состоявший из 42,5 кг золотых монет.
Вершины своего расцвета Кршивоклатское панство достигло при князе Карле Эгоне II (1796—1854), который умело извлёк выгоду из природных богатств панства — огромных запасов древесины и богатых месторождений железной руды. Это позволило князю расширить Кршивоклатское панство ещё на несколько деревень, создать на территории панства сеть качественных дорог и вложить немалые деньги в восстановление замка Кршивоклат, серьёзно повреждённого во время разрушительного трёхчасового пожара 18 августа 1826 года. Благодаря содействию князя Карла Эгона II в окрестностях Кршивоклата были открыты всемирно известные залежи окаменелых трилобитов..
Наступившая эпоха романтизма помогла Фюрстенбергам осознать эстетическую ценность и историческое значение замка Кршивоклат. В период со 2-й половины XIX по 1-ю треть XX века Фюрстенберги провели масштабные работы по реставрации и сохранению замкового комплекса, для чего были привлечены такие известные архитекторы как Гемберт Вальхер фон Мольтгейн, Йосеф Моцкер и Камил Гильберт. Моцкер занимался реконструкцией замка в 80-х годах XIX века, самым известным результатом его работы здесь стало восстановление Великой башни, которую Моцкер надстроил на один этаж. В ходе реконструкции башни потолки всех её этажей были покрыты сводами, а сама башня по прошествии более чем двухсот лет была вновь покрыта крышей. В 1881 году из пражского дворца в замок была перевезена фамильная библиотека Фюрстенбергов.
Камил Гильберт занимался восстановлением замка в 20-х годах XX века — его главной заслугой стала реконструкция большей частью разрушившегося в 70-х годах XIX века «Крыла королевы» в верхнем замке. К приходу Гильберта от этого дворцового крыла сохранился лишь нижний этаж, который к тому же был аккуратно разобран в целях сохранения всех архитектурных деталей. Гильберт создал добротную реплику первоначального изящного дворцового крыла, внешне лишь в некоторых деталях (например, пропускной портал по направлению к Великой башне) отличавшуюся от оригинального раннеготического кирпичного фасада. Что касается внутреннего деления и интерьера восстановленного «Крыла королевы», то они были далеки от оригинала и прежде всего преследовали цель обеспечения комфортного проживания семьи Фюрстенбергов. Однако до переселения княжеской семьи в восстановленный Кршивоклат так и не дошло.

### Замок в Новейшее время
После крушения Австро-Венгрии и учреждения Первой Чехословацкой республики в 1918 году бывшее австро-венгерское дворянство столкнулось с враждебным отношением нового государства, проявившимся, в частности, в установлении существенных налоговых обременений. Это вынудило Фюрстенбергов постепенно распродать свои обширные имения и покинуть страну. Уже в 1919 году Максимилиан Эгон II цу Фюрстенберг согласился продать чехословацкому правительству свой замок в Ланах, который вскоре стал летней резиденцией президента Томаша Масарика. В 1929 году он продал Чехословакии основную часть своих владений, включая Кршивоклатское панство, получив за это почти 120 млн. чехословацких крон, оставшиеся владения Фюрстенбергов были национализированы чехословацким правительством в 1945 году.
В течение 50-х годов XX века замковый ареал использовался правительством, в основном в промышленных целях, главной из которых было пивоварение, в результате чего к 60-м годам техническое состояние замка приблизилось к аварийному. С 70-х годов постепенно начали проводиться работы по восстановлению и реставрации Кршивоклата и, одновременно, по археологическому исследованию замка. Благодаря этим длительным исследованиям археологов, за некоторыми исключениями, удалось своевременно обнаружить и сохранить невосполнимые археологические данные, которые могли быть безвозвратно утеряны при восстановительных работах.
В 1989 году замок Кршивоклат был внесён в список национальных памятников культуры Чехии. Сегодня Кршивоклат находится в ведении Национального института памятников Чешской Республики и является одним из пяти наиболее посещаемых замков Среднечешского края (к примеру, в 2014 году его посетил 84 951 турист), уступая по этому показателю только замкам Карлштейн, Лоучень, Конопиште и Чески-Штернберк.
|                                        |  |                        |  |              |  |                                                 |
| Вид на замок с востока. Фото 1958 года |  | Вид на замок с воздуха |  | Вид с севера |  | Вид с юга на королевский дворец и Великую башню |

## Описание
Раннеготический замок Кршивоклат после окончания строительства при короле Вацлаве II (1283—1305) представлял собой внушительный и весьма благоустроенный трёхбашенный замковый комплекс, состоявший, скорее всего, из семи частей. До наших дней дошли не все его здания, к примеру, не сохранился второй дворцовый комплекс.